# Ciudad Lineal (metrostation)
Ciudad Lineal is een metrostation in het stadsdeel Ciudad Lineal van de Spaanse hoofdstad Madrid. Het station werd geopend op 28 mei 1964 en wordt bediend door lijn 5 van de metro van Madrid.